# Passiflora loxensis
Passiflora loxensis Killip & Cuatrec. – gatunek rośliny z rodziny męczennicowatych (Passifloraceae Juss. ex Kunth in Humb.). Występuje endemicznie w Andach w południowym Ekwadorze.

## Rozmieszczenie geograficzne
Rośnie endemicznie w Andach w południowym Ekwadorze w prowincji Loja.

## Morfologia
PokrójZdrewniałe, trwałe, nagie liany.
LiściePotrójnie klapowane. Mają 3,5-7 cm długości oraz 5,5–9,7 cm szerokości. Ząbkowane, z ostrym lub tępym wierzchołkiem. Ogonek liściowy jest owłosiony i ma długość 5–15 mm. Przylistki są owalne o długości 15–25 mm.
KwiatyPojedyncze. Działki kielicha są podłużne, fiotelowe, mają 7–8 cm długości. Płatki są podłużnie liniowe, fioletowe, mają 7–8 cm długości.
OwoceMają prawie jajowaty kształt. Mają 6,5–7 cm długości i 2 cm średnicy.

## Biologia i ekologia
Występuje w wyższym lesie andyjskim na wysokości 2750–3400 m n.p.m. Gatunek jest znany z dwóch subpopulacji. Pierwsza znajduje się w Parku Narodowym Podocarpus od strony miasta Yangana. Drugie stanowisko jest na wzgórzach niedaleko miasta Amaluza w pobliżu granicy z Peru.

## Ochrona
W Czerwonej księdze gatunków zagrożonych został zaliczony do kategorii EN – gatunków zagrożonych wyginięciem. Niszczenie siedlisk jest jedynym zagrożeniem.